# 克蘭詩

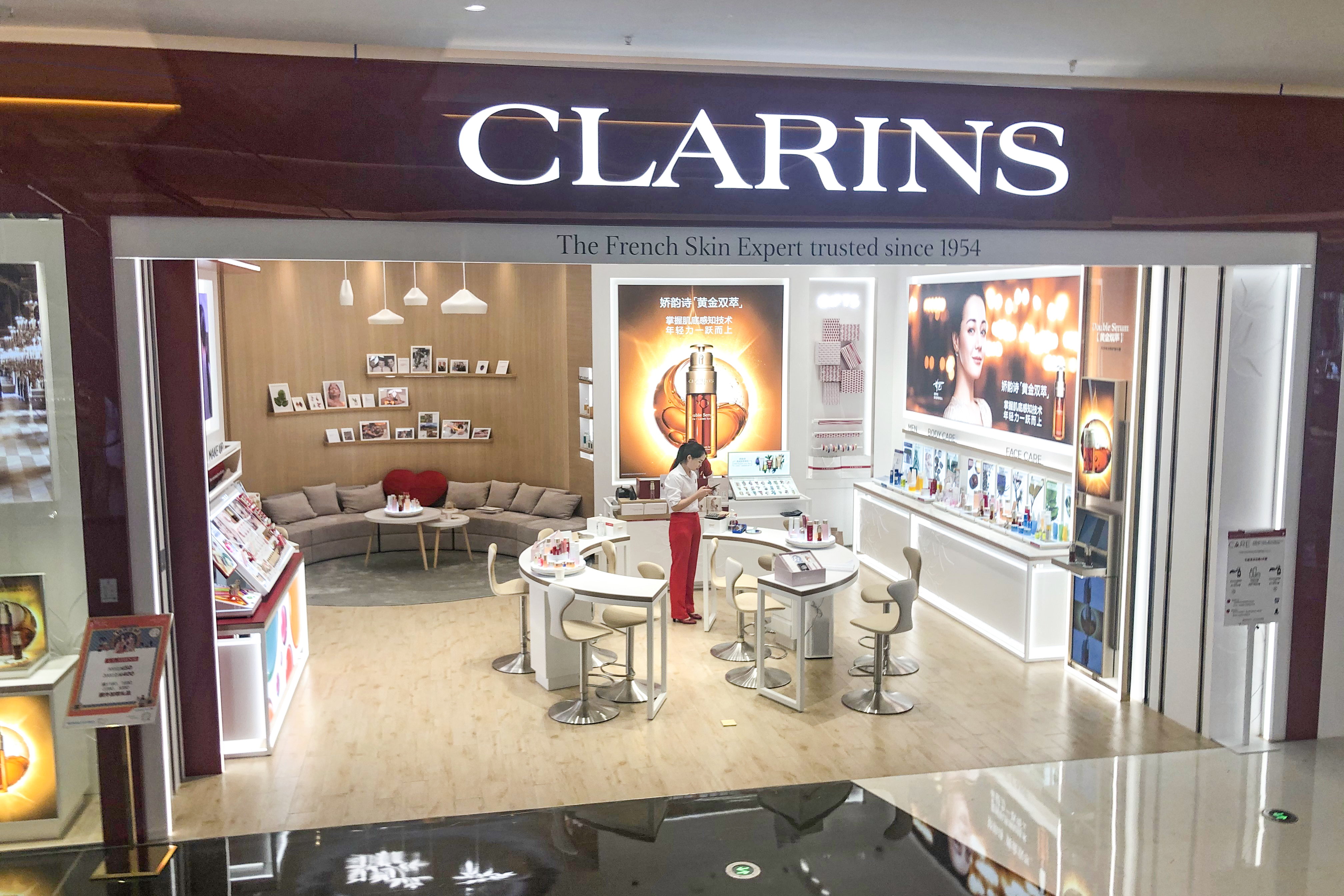
娇韵诗福州苏宁广场店

克蘭詩（法語：Clarins）是一家法國生產化粧品的公司，於1954年由醫學院學生Jacques Courtin-Clarins在巴黎創辦，1974年進入國際市場，2000年公司改由創辦人長子Christian Courtin-Clarins出任主席，迄2005年市場規模達150餘個國家。

## 歷史沿革[3][1]
| 1954年 | 創辦人Jacques Courtin-Clarins成立了第一間克蘭詩美妍中心(Clarins Beauty Institute)。            |
| 1974年 | 創辦人長子Christian Courtin-Clarins加入公司。                                                  |
| 1976年 | 成立國際貿易部。                                                                               |
| 1980年 | 銷售量為法國首位的護膚保養品牌。                                                               |
| 1984年 | 在法國巴黎交易所掛牌上市。                                                                     |
| 1990年 | 創辦人次子Olivier Courtin-Clarins加入，公司與法國首席服裝設計師Thierry Mugler合作。            |
| 1992年 | 隨著Thierry Mugler Parfum的加創，克蘭詩集團成型，同年10月上市Angel香水。                       |
| 1995年 | 收購Azzaro Parfums，產線包含彩妝、香水的國際性的美容集團。                                     |
| 2002年 | 首推ClarinsMen男士系列領域。                                                                   |
| 2004年 | 在美國紐約的麥迪遜大道開設了第一家專營店，拓展新的零售銷售模式開端。                           |
| 2007年 | 創辦人Jacques Courtin-Clarins辭世。                                                            |
| 2008年 | 退出巴黎證券市場，以維持獨立性和集團持續發展，Christian和Olivier Courtin-Clarins發起要約收購。 |
| 2014年 | 將總部遷入位於巴黎17區的全新建築，集團旗下品牌有 Clarins、Azzaro、Mugler、My Blend。           |

## 關節炎研究基金會(Courtin Arthritis Foundation)
因克蘭詩創辦人Jacques Courtin-Clarins的妻子深受類風濕性關節炎所苦，於1989年創立了關節炎研究協會（Association for Polyarthritis Research）。到2006年，協會轉變為關節炎研究基金會（Arthritis Foundation）。